# Європейський союз (станція метро)
Європейський союз (болг. Метростанция „Европейски съюз“) — станція другої лінії Софійського метрополітену, введено в експлуатацію 31 серпня 2012, станція розташована під бул. Черни връх, між музеєм "Земята и хората" й перехрестям з бул. "Св. Наум" і бул. "Арсеналски"
Станція однопрогінна, з острівною платформою, що завдовжки - 114 м, завширшки - 8 м
Пересадка:
- Автобус 94 і 102
- трамвай 6.

## Ресурси Інтернету
Вікісховище має мультимедійні дані за темою: European Union Metro Station
- Sofia Metropolitan [Архівовано 6 липня 2011 у Wayback Machine.]
- More info in Bulgarian [Архівовано 8 жовтня 2012 у Wayback Machine.]
- SofiaMetro@UrbanRail [Архівовано 15 травня 2021 у Wayback Machine.]
- Sofia Urban Mobility Center [Архівовано 22 жовтня 2016 у Wayback Machine.]
- Sofia Metro station projects [Архівовано 4 квітня 2015 у Wayback Machine.]